# Будинок на вулиці Староєврейській, 18 (Львів)
Будинок на вулиці Староєврейській, 18 (також кам'яниця Щепановичовська, конскрипційний № 273) — житловий будинок 1800 року, пам'ятка архітектури місцевого значення (охоронний № 349). Розташований в історичному центрі Львова, на вулиці Староєврейській.

## Історія
Первісний будинок був зведений у XVII столітті у стилі бароко, фігурує в історичних джерелах як кам'яниця Щепановичівська (Щепановського, Щепановича). У 1800 році кам'яницю повністю перебудували в стилі класицизму.
Станом на 1871 рік власником будинку значився Уріх Бенціон Пордес, у 1916 році — Ґітла Курцер, у 1934 році — Маєр та Арон Бурштини.

## Опис
Будинок триповерховий, прямокутний у плані. Фасад тривіконний, симетричний, розчленований вертикально пілястрами, завершений масивним профільованим карнизом. Перший поверх візуально відокремлений в інших горизонтальними тягами, головний вхід розташований на центральній осі та має вигляд аркового порталу, барокове білокам'яне обрамування якого збереглося від первісної будівлі. Перший поверх був раніше пристосований під торговельні приміщення, пізніше, ймовірно, у радянські часи їх перебудували під житлові, замурувавши двері до цих приміщень і лишивши невеликі прямокутні вікна. Наприкінці 2000-х — на початку 2010-х років будинок реставрували і відновили первісний вигляд приміщень першого поверху.
Вікна прямокутні, облямовані лиштвами. На центральній осі між вікнами другого і третього поверхів вміщено ліпну вставку із гірляндою і датою «1800», яка відноситься до року перебудови кам'яниці. На крайніх осях, між вікнами другого і третього поверху — ліпні вставки з гірляндами.
Будинок — один з найперших у Львові зразків житлової класицистичної архітектури початку XIX століття.